# 蔡完者不花
蔡完者不花（？—？），北平府宝坻县人，明朝世袭都指挥佥事。

## 生平
本为元将，先祖在元朝曾官至司徒，元惠宗退出大都后，与顺帝同奔漠北，明太祖洪武二十年（1387年）率部向明朝投降，被明太祖封为世袭都指挥佥事，分隶宝坻，遂入宝坻县籍，赐为蔡姓，以宝坻县秦城刘各庄为祖籍。葬于宝坻老县城南的刘各庄。后代融入汉族之中。

## 家族
- 一子蔡撒里，都指挥佥事。

- 二子蔡撒里帖木儿，常德卫指挥使[3]。

- 三子蔡孛罗帖木儿，指挥。

- 四子蔡可可帖木儿，千户。

- 五子蔡信，指挥。

- 六子蔡贵，都指揮僉事；孙蔡祥，金吾右卫都指挥佥事；曾孙蔡英，宁夏左参将，昭勇将军，金吾右卫都指挥佥事；玄孙蔡霖，正德三年戊辰科武榜眼，金吾右卫都指挥佥事；玄孙蔡需，弘治十八年乙丑科进士，刑部主事[4][5]。